# دفع نووي

صورة متحركة مفاعل الماء المضغوط.

يضم الدفع النووي (بالإنجليزية: Nuclear propulsion)‏ طائفة كبيرة من أساليب الدفع المعتمدة على الطاقة النووية الذي يعد التفاعل النووي مصدرا رئيسيا لها

## السفن والغواصات
العديد من الغواصات العسكرية وحاملات الطائرات يمكن تسييرها بالطاقة النووية بدلا عن الطاقة الكهربائية
- شاهد بحرية نووية للاستخدام المدني
- قائمة السفن النووية المدنية
- مفاعلات بحرية للاستخدام العسكري
- قائمة المفاعلات البحرية للولايات المتحدة
- غواصات نووية، تضم غواصة المملكة المتحدة النووية
- غواصات بحرية، الاتحاد السوفيتي.

## السيارات
في عام 1958 اقترحت شركة فورد للسيارات تصميم لسيارة تعمل بالطاقة النووية وسمتها نواة فورد، وفي عام 2009 اقترح لورين كلوساس تصميم سيارة تعمل بالثوريوم وقدمه لشركة جنرال موتورز لِكدلك.

## الطائرات
• مشروع بلوتو

## سفن فضائية
هناك العديد من النماذج المقترحة لتصميم السفن الفضائية وقد تم تجربة بعضها منها كسفينة NERVA

### الدفع بالنبض النووي
- مشروع الجوزاء، أول دراسة اهتمت بالتصميم الهندسي لصواريخ الدفع بالنبض النووي
- مشروع ديدالوس، في عام 1970 درست جمعية الكواكب البريطانية مشروع الدفع الصاروخي بالاندماج النووي
- مشروع Longsho، الأكاديمية البحرية الأمريكية – ناسا

### صواريخ نووية حرارية

صاروخ نووي حراري - يتم استخدام الطاقة لتسخين الهيدروجين السائل. مركز أبحاث ناسا

- يحدث تفاعل الانشطار النووي في الصواريخ والغواصات بطريقة آمنة ومشابهة لطريقة حدوثه في المحطات النووية، هذه الصواريخ لها مزايا عديدة مقارنة مع أداء نظم الدفع الكيميائية، ويمكن تزويد المراكب البحث العلمي بوقود نووي ووقود كهربائي.
- نيرفا-ناسا، تستخدم الطاقة النووية في تطبيقات الصواريخ لصالح برنامج الصواريخ النووية الحرارية الأمريكي.
- مشروع بروميثوس، بدأت ناسا عام 2003 في العمل على تطوير الدفع النووي للرحلات الفضاء الطويلة.

### محركات نفاثة
• محرك بوسارد النفاث

### وقود نووي مباشر
- شظايا الانشطار
- إبحار انشطاري
- اندماج نووي
- قلب المفاعل مادة غازية
- قلب المفاعل مياه مالحة
- صواريخ نظائر مشعة
- صاروخ Nuclear photonic

### نووية كهربائية
- صاروخ نووي كهربائي

## RKA المطور(وكالة فضاء الاتحاد الروسي)
أعلن رئيس وكالة الفضاء الروسية أنه سيتم طرح تصميم يهدف لتطوير المركبة الفضائية RKA في عام 2012 وسيتم تحسينه خلال تسع سنوات لاحقة، وقدرت تكلفته 17 مليار روبل أي مايعادل 600 مليون دولار.